# Yahoo! időkapszula
A Yahoo! Időkapszula Jonathan Harris ötlete alapján a Yahoo! cég által készített időkapszula. Tervezett kinyitási időpontja 2020. március 2. – a Yahoo! 25. születésnapja Az időkapszula létrehozásának célja az volt, hogy az internet felhasználói megmutathassák, hogy milyen volt a digitális világ 2006-ban. 2006. október 10. és  2006. november 8. között lehetett tartalmat feltölteni az időkapszulába, ami a tartalmak és a felhasználók sokszínűsége miatt egyfajta digitális antropológiaként is felfogható. Az időkapszula bezárásakor 170 857 inputot tartalmazott.

## Az időkapszula lezárása
Az időkapszula lezárását egy nagyszabású ünnepségsorozat kísérte. A ceremóniát eredetileg a mexikói Teotihuacan Nap piramisnál tervezték, de végül Jemez Pueblóban tartották meg Új-Mexikóban. A 18 órás buli 2006. október 25, 26 és 27 estéin zajlott. Az időkapszulába elhelyezett üzeneteket egy hatalmas vörös sziklára vetítették ki. Minden este jemez-pueblói lakosok nyitották meg az ünnepséget, hagyományos táncokat adtak elő, és a Smithsonian Folkways Recordings szolgáltatta a népzenét.
A Yahoo! időkapszulát 2006. november 8-án zárták le, az üzeneteket digitális formában a Smithsonian Folkways Recordings őrizte 2020. március 2-ig, a Yahoo! 25. születésnapjáig.
Az időkapszulába üzenetet elhelyezők amellett, hogy szöveget, képeket és videókat küldhettek, egymás üzeneteiről véleményt is írhattak. Azok, akik üzentek az időkapszulába, szavazhattak egy jótékonysági szervezetre, és a Yahoo! 100 000 dollárt osztott el a szavazatok arányában. A következő jótékonysági szervezetekre lehetett szavazni: World Wildlife Fund, International Rescue Committee, Grameen Foundation, UNICEF, One.org, Seeds of Peace, International Child Art Foundation.

## Lásd még
- Időkapszula
- A civilizáció kriptája
- Westinghouse időkapszulák
- Nemzetközi Időkapszula Egyesület